# Kepler-17
Kepler-17 — зірка, яка знаходиться в сузір'ї Лебедя на відстані близько 2 283 світлових років (800 парсек) від нас. Навколо зірки обертається, як мінімум, одна планета.

## Характеристики
Kepler-17 була відкрита в ході проекту 2MASS, дані якого були опубліковані у вигляді великого каталогу в 2003 році. Найменування зірки в цьому каталозі — 2MASS J19533486 + 4748540. На даний момент більш поширене найменування Kepler-17, дане командою дослідників з проекту орбітального телескопа Kepler.
Зірка є жовтим карликом головної послідовності, і за своїми характеристиками нагадує наше Сонце. Її маса і радіус практично ідентичні сонячним. Температура поверхні Kepler-17 становить близько 5781 кельвінів. Вік зірки оцінюється приблизно в 3 мільярди років.

## Планетна система

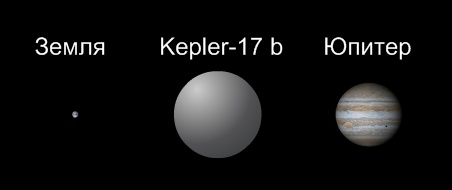
Порівняльні розміри Землі, Kepler-17b і Юпітера.

У 2011 році групою астрономів, що працюють з даними, отриманими орбітальним телескопом Kepler, було оголошено про відкриття планети Kepler-17b в системі. Це типовий Гарячий юпітер, орбіта якого знаходиться на відстані 0,057 а. о. від батьківської зірки. Повний оборот навколо неї планета робить за все за 4,9 доби. Маса і радіус планети приблизно рівні 2,45 і 1,31 юпітеріанських відповідно. Ефективна температура Kepler-17 b оцінюється в 1570 кельвінів.